# 黑人分离主义
黑人分离主义（英語：Black separatism）是非洲裔（主要是非裔美国人）追求自身的独立的经济和文化发展的分离主义政治运动。黑人分离主义起源于种族团结的理念，意味着黑人应基于共同的肤色、种族、文化和非洲遗产建立组织。2019年，美国共有255个黑人分离主义组织。
纯粹形式的黑人分离主义主张黑人和白人在理想情况下应建立两个独立的国家。此外，黑人分离主义者通常寻求回归他们的文化发源地非洲。这种思想在20世纪20年代由马库斯·加维及其创建的“环球黑人改进协会和非洲社群联盟”倡导。黑人分离主义者普遍认为，黑人在一个白人主导的社会中受到歧视。